# Claire Littley
Claire Littley (クレア・リトリー?; 26 novembre 1968) è una cantante britannica.

## Biografia
Claire è metà francese e metà inglese di sangue; i suoi generi principali sono il jazz, l'R&B e il soul. La sua carriera musicale è cominciata in concomitanza con i suoi studi universitari, specializzati in grafic design in Inghilterra. In Giappone, sotto il nome d'arte di CLAIRE, ha cantato Fly me to the moon per la sigla di chiusura di Neon Genesis Evangelion, in collaborazione con Toshiyuki Ōmori.